# Timothy B. Spahr
 (décembre 2021).
Si vous disposez d'ouvrages ou d'articles de référence ou si vous connaissez des sites web de qualité traitant du thème abordé ici, merci de compléter l'article en donnant les références utiles à sa vérifiabilité et en les liant à la section « Notes et références ».
Pour les articles homonymes, voir Spahr.
Timothy Bruce Spahr, né en 1970, est un astronome américain qui travaille au Harvard-Smithsonian Center for Astrophysics.
D'après le Centre des planètes mineures, il a découvert cinquante-neuf astéroïdes et est le codécouvreur d'un satellite naturel de Jupiter : Callirrhoé, et d'un satellite naturel de Saturne : Albiorix.
Il a également découvert trois comètes, les comètes à courte période 171P/Spahr et 242P/Spahr et la comète à longue période C/1996 R1 (Hergenrother-Spahr).
L'astéroïde (2975) Spahr porte son nom.

## Astéroïdes découverts
| (6534) Carriepeterson           | 24 février 1995   |
| (7200) 1994 NO                  | 8 juillet 1994    |
| (7476) Ogilsbie                 | 14 avril 1993     |
| (7605) Cindygraber              | 21 septembre 1995 |
| (7783) 1994 JD                  | 4 mai 1994        |
| (7784) Watterson                | 5 août 1994       |
| (7835) Myroncope                | 16 juin 1993      |
| (7885) Levine                   | 17 mai 1993       |
| (8404) 1995 AN                  | 1er janvier 1995  |
| (8563) 1995 US                  | 19 octobre 1995   |
| (8893) 1995 KZ                  | 23 mai 1995       |
| (9772) 1993 MB                  | 16 juin 1993      |
| (9799) Thronium                 | 8 septembre 1996  |
| (10187) 1996 JV                 | 12 mai 1996       |
| (10862) 1995 QE2                | 26 août 1995      |
| (11596) Francetic               | 26 mai 1995       |
| (12008) Kandrup                 | 11 octobre 1996   |
| (12404) 1995 QW3                | 31 août 1995      |
| (13155) 1995 SB1                | 19 septembre 1995 |
| (13617) 1994 YA2                | 29 décembre 1994  |
| (14472) 1993 SQ14               | 22 septembre 1993 |
| (16708) 1995 SP1                | 21 septembre 1995 |
| (17601) Sheldonschafer          | 19 septembre 1995 |
| (17602) Dr. G.                  | 19 septembre 1995 |
| (17609) 1995 UR                 | 18 octobre 1995   |
| (17633) 1996 JU                 | 11 mai 1996       |
| (17644) 1996 TW8                | 10 octobre 1996   |
| (18513) 1996 TS5                | 7 octobre 1996    |
| (21228) 1995 SC                 | 20 septembre 1995 |
| (21268) 1996 KL1                | 22 mai 1996       |
| (22449) Ottijeff                | 1er novembre 1996 |
| (24827) Maryphil                | 2 septembre 1995  |
| (26167) 1995 SA1                | 18 septembre 1995 |
| (30980) 1995 QU3                | 31 août 1995      |
| (30981) 1995 SJ4                | 25 septembre 1995 |
| (32859) 1993 EL                 | 15 mars 1993      |
| (32896) 1994 NM2                | 12 juillet 1994   |
| (37652) 1994 JS1 [1]            | 4 mai 1994        |
| (37721) 1996 TX8                | 10 octobre 1996   |
| (39646) 1995 SK4                | 26 septembre 1995 |
| (43891) 1995 SQ1                | 21 septembre 1995 |
| (46678) 1996 TZ8                | 12 octobre 1996   |
| (48717) 1996 RR5                | 15 septembre 1996 |
| (52471) 1995 SG4                | 26 septembre 1995 |
| (52529) 1996 RQ                 | 7 septembre 1996  |
| (58373) Albertoalonso           | 19 septembre 1995 |
| (65813) 1996 TT5                | 7 octobre 1996    |
| (69405) 1995 SW48               | 30 septembre 1995 |
| (69410) 1995 UB3                | 23 octobre 1995   |
| (73762) 1994 LS                 | 3 juin 1994       |
| (85332) 1995 SH4                | 29 septembre 1995 |
| (96268) Tomcarr                 | 20 septembre 1995 |
| (134372) 1995 SB4               | 25 septembre 1995 |
| (136704) 1995 TW                | 13 octobre 1995   |
| (174368) 2002 UR9               | 29 octobre 2002   |
| (178338) 1995 UT6               | 19 octobre 1995   |
| (189796) 2002 GL2               | 7 avril 2002      |
| (207975) 1996 TY8               | 12 octobre 1996   |
| - [1] avec Carl W. Hergenrother |                   |